# 江苏省广播电视总台

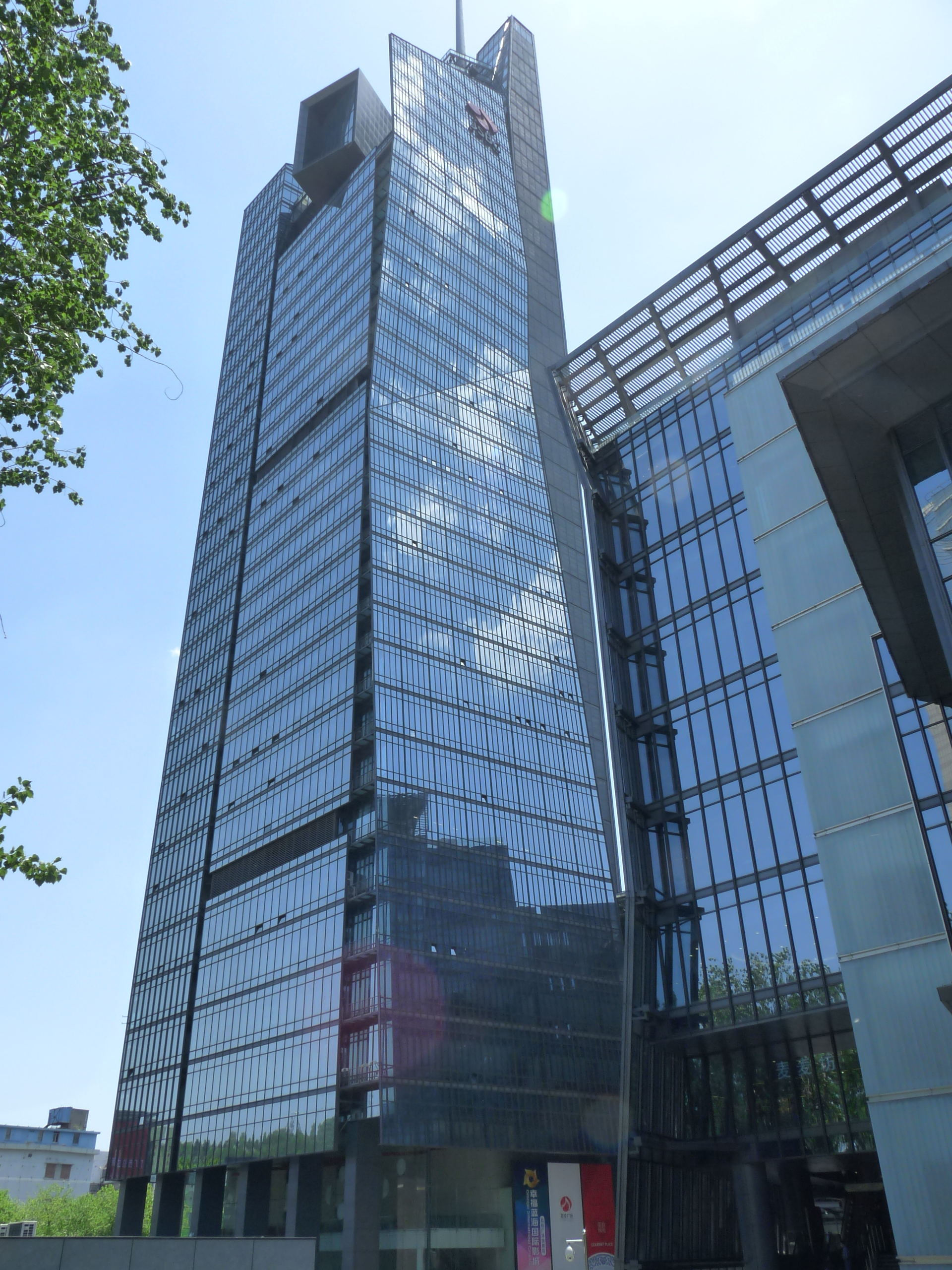
江苏省电视大厦，附近的配楼为荔枝广场

江苏省广播电视总台，与其全资子公司江苏省广播电视集团有限公司合称江苏省广播电视总台（集团）（英語：JiangSu Broadcasting Corporation，JSBC），简称江苏广电总台，电视部门及广播部门仍保留江苏电视台和江苏人民广播电台的呼号，是江苏省一家主要从事广播电视节目制作、播出的特大型省属事业单位兼省属国有企业。
集团成立于2001年6月，是由原江苏人民广播电台、江苏电视台、江苏有线电视台等单位合并组建而成。共有14个电视频道和11个广播频率，同时拥有报纸、杂志、电影制片厂、院线、影城、音像出版社、网站、学校、家庭购物、新媒体等业态。

## 历史

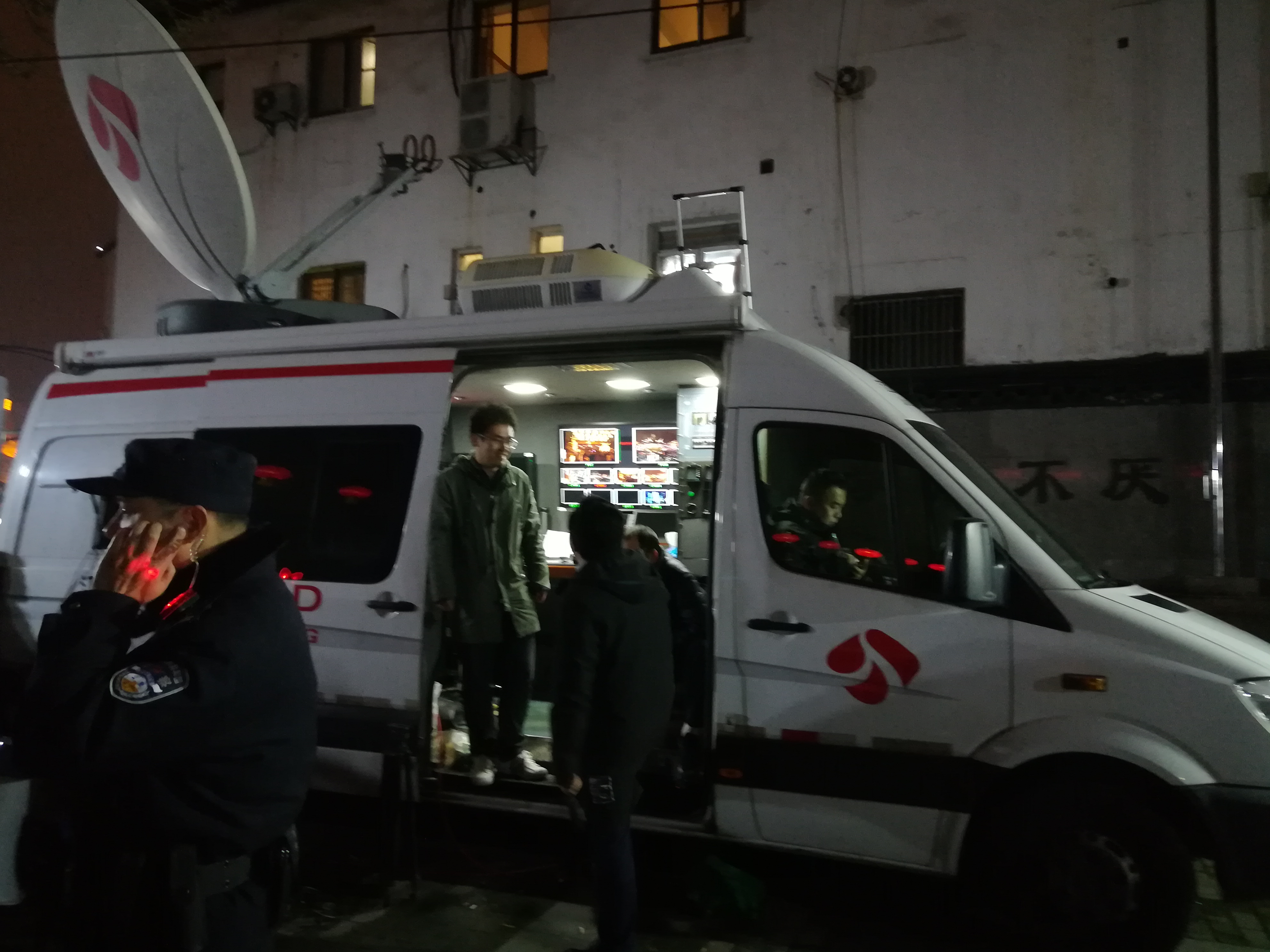
江苏省广播电视总台的采访车

### 江苏电视台
1960年5月1日晚上7点，南京电视实验台（并非现今的南京电视台，现今的南京电视台开播于1981年）开播，起初每星期六播出。1961年7月1日，南京电视实验台改为每星期四、星期六播出两次，每次两到两个半小时，播出频道为1频道。1963年，南京电视实验台停播，后原台址收回。
1968年，经江苏省革命委员会批准，南京电视实验台以南京电视台名称于10月1日恢复播出，台址位于北极阁山顶的江苏省气象台内，每周播出一次节目，以播出电影为主，也转播一些政治性集会、同时也会播出新闻和图片报道。1972年，迁至北京东路4号（现江苏广电城），发射台仍在北极阁山顶上。
1979年5月，南京电视台播出首条电视广告。
1979年6月30日，经中共江苏省委批准，南京电视台更名为江苏电视台。1994年，江苏有线电视台成立，台名由郭沫若题字。1979年11月，江苏电视台开始转播中国中央电视台综合频道节目，使用4频道。1983年6月，江苏彩电中心大楼开工。1987年1月15日，江苏彩电中心大楼竣工；同年5月，江苏电视台迁入彩电中心办公。
1993年，江苏电视台经济台（二套，现城市频道）开播。1997年，江苏电视台一套上星播出，即现在的江苏卫视。

### 江苏人民广播电台

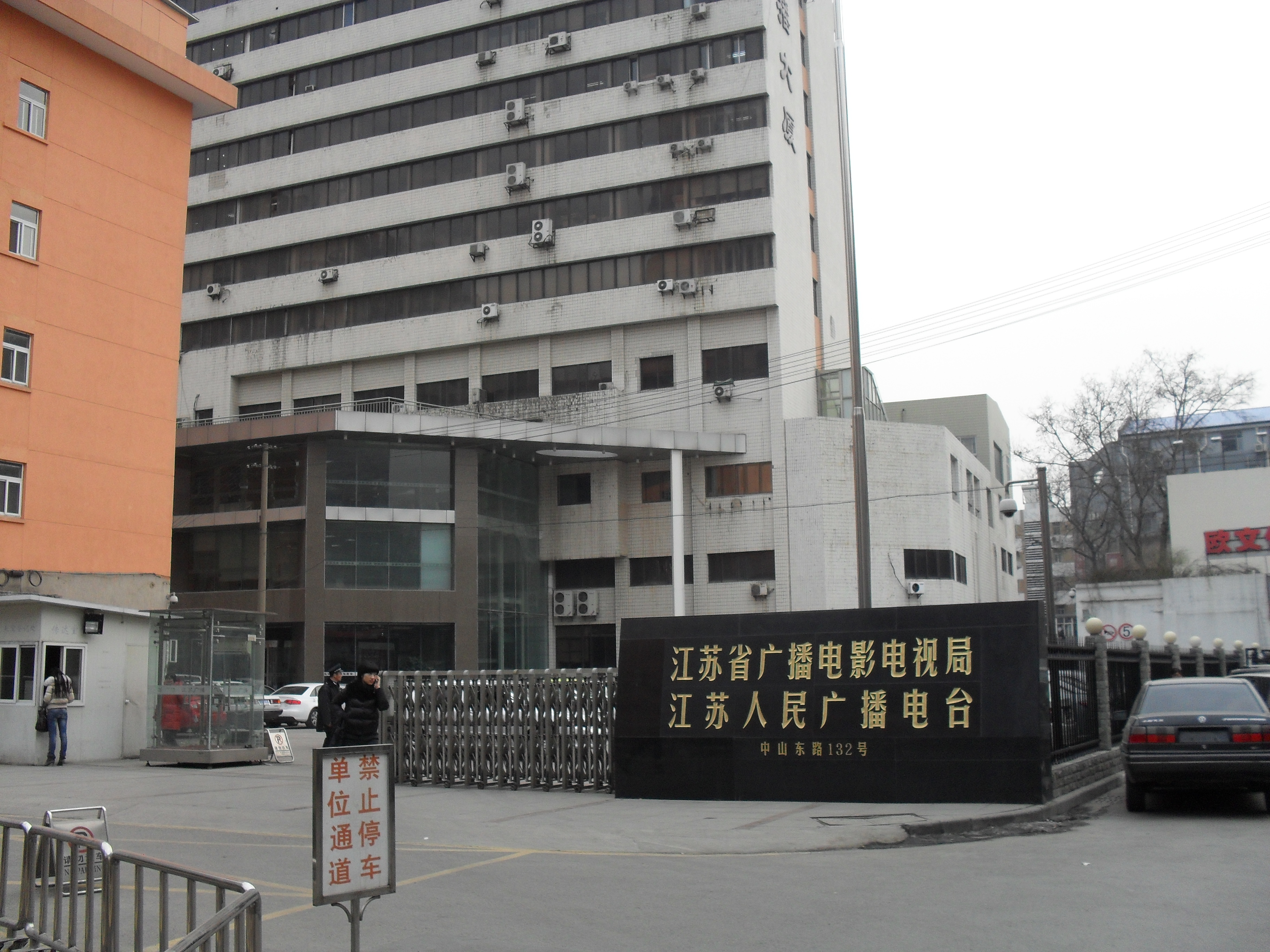
江苏省广播电视总台广播节目中心（江苏人民广播电台）大楼，与江苏省广播电视局共用一座大楼

1949年4月23日，中国人民解放军进驻南京，南京解放，原中央广播电台呼号取消，改以“南京广播电台”呼号播音，全部转播北平新华广播电台的节目；5月6日中国人民解放军南京市军事管制委员会正式接管中央广播电台，5月18日建立“南京人民广播电台”。
1950年12月，华东人民广播电台对台广播（现金陵之声广播电台）迁到南京台播出，呼号和隶属仍为华东人民广播电台。
1952年10月，随着南京直辖市与苏南、苏北两行署区合并，江苏省建制恢复，经中央广播事业局和华东人民广播电台批准，苏南人民广播电台、苏北人民广播电台和南京人民广播电台合并，组建江苏人民广播电台；1952年11月1日，苏南、苏北人民广播电台在南京以“苏南、苏北人民广播电台联合播音”的呼号向全省广播。1953年元旦，江苏人民广播电台成立，使用调幅870千赫，功率10千瓦广播，台址仍在南京西祠堂巷8号（原中央广播电台），开播后保留南京人民广播电台的呼号，使用两个频率播音。
1953年3月，徐州、南通人民广播电台停止播音，两台的机器设备及部分人员调至江苏台。
1956年6月，江苏省广播管理局成立，与江苏人民广播电台实行“局台一体”的体制。
1961年1月，江苏省广播管理局撤销，该台成为单一的实体，开始承担全省无线和有线广播事业的管理任务。文化大革命爆发后，群众造反派组织开始夺权，该台原有组织机构瘫痪，并实行军事管制。节目方面，除天气预报外，所有自办节目全部停播，全天转播中央人民广播电台节目。
1969年1月，南京人民广播电台呼号撤销，原南京台873千赫改为江苏台第二套节目，而江苏人民广播电台也随之更名为江苏台第一套节目。1975年7月，该台解除军管，并开办《业余英语》广播讲座、同时恢复了《本省新闻和报纸摘要》（现《江苏新闻联播》）节目。
1982年7月1日23时，江苏人民广播电台开始播出对台广播节目，在第一套节目（江苏新闻综合广播）播出。1986年11月12日，对台广播节目改组为金陵之声广播电台。
1993年，文艺广播开播。2001年，交通广播网开播。此后，又开播了一些广播频率（见下文频道列表）。

### 江苏省广播电视总台

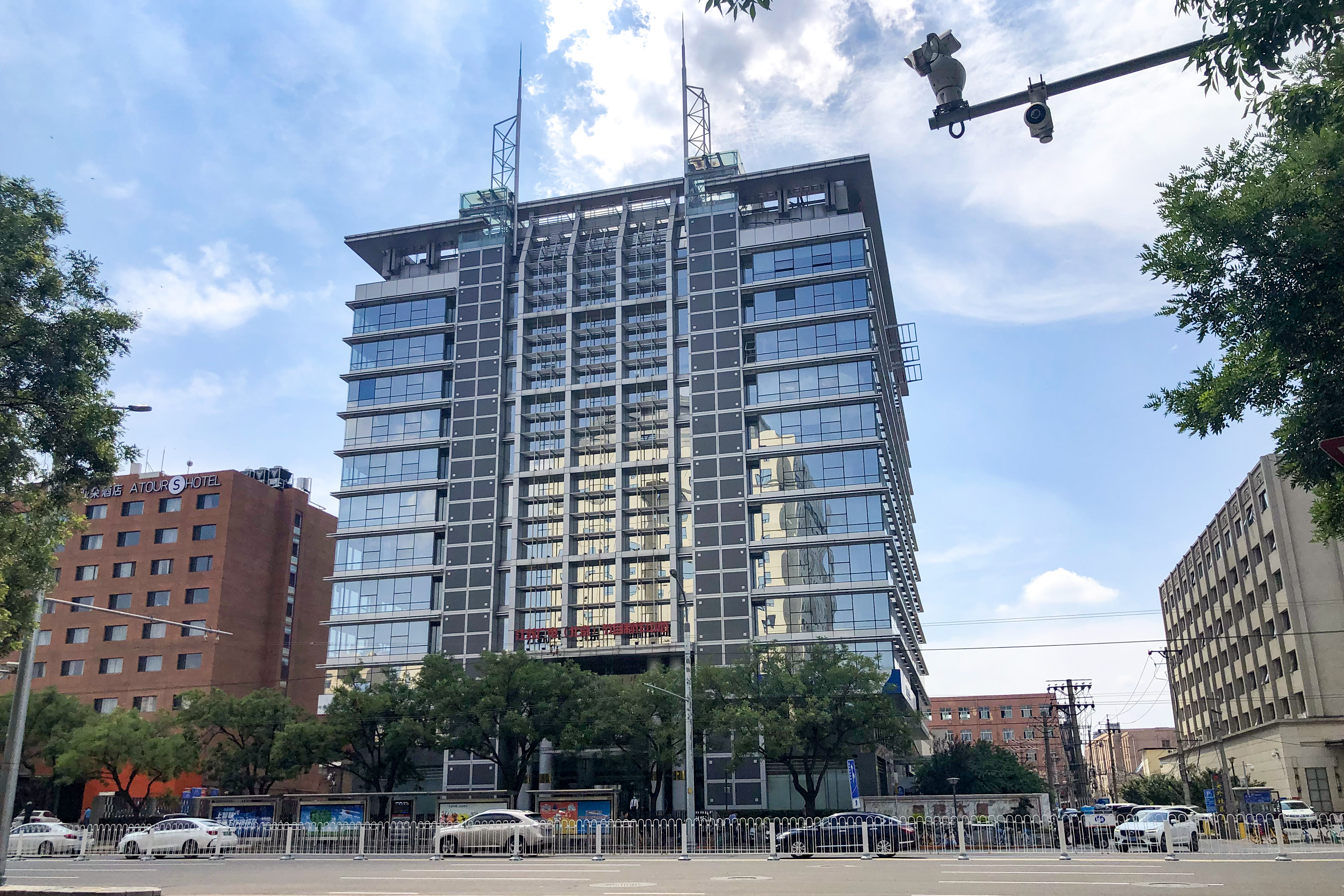
江苏广电北京节目制作中心（荔枝大厦）

2001年6月，江苏电视台、江苏有线电视台、江苏人民广播电台合并成立江苏省广播电视总台，原江苏有线电视台文体频道、影剧频道分别更名为江苏电视台综艺频道和影视频道。
2004年10月1日，体育频道（现体育休闲频道）、国际频道、少儿频道、公共频道（现公共·新闻频道）开播。
2008年12月31日，浙江电视台与江苏电视台（现为浙江电视台独自制作）共同出资的好易购一分为二，原江苏地区的好易购重组为好享购；同时，财经频道（现好享购物频道）开播，专门播出好享购电视购物节目，该节目当时仍在少儿频道、公共频道播出。2010年3月，经国家广播电影电视总局批准，好享购物频道升级为江苏24小时播出的专业购物频道（原少儿频道、公共频道不再播出），之后覆盖全国。好享購物频道由好享购物股份有限公司负责制作。
2009年9月28日，江苏卫视实现高标清同步播出。
2010年7月1日，少儿频道上星播出，即现在的优漫卡通卫视。
2012年12月29日，江苏教育电视台正式并入江苏省广播电视总台，电视屏幕启用江苏电视台地面频道台标统一，呼号“江苏电视台教育频道”，但节目依然在原江苏教育電視台台址制作。

## 电视文化

### 台标
- 1998年至2005年
- 2005年至今

江苏电视台第一代台标启用于1991年，该台标由红色“J”，绿色“S”和蓝色“TV”组成的钥匙形状。
江苏省广播电视总台第二代台标启用于1998年，该台标由“S”和菱形轮廓组成。各频道的电视荧屏的第二代台标颜色均不一样（如江苏卫视为红色，下标“江苏”；城市频道为蓝色，下标“城市”，综艺频道为橙色，下标"综艺"）；另外，原江苏教育电视台（现江苏电视台教育频道）按照上级要求，统一使用江苏电视台台标和呼号（为绿色，下标“教育”，原有体制不变）。2005年江苏省广播电视总台启用第三代台标后，继续使用原江苏电视台台标，但下标改为“江苏教育”，直至2012年12月29日改名为“江苏教育频道”为止。
江苏省广播电视总台第三代台标启用于2005年10月，该台标将江苏的拼音首字母“J”和“S”进行变化融合，形成了篆体汉字“人”字，突出了“以人为本”的理念。同时，“J”和“S”的变形组合，又描绘出长江和运河在江苏交汇的景象。新台标是以招标的方式决定的，当时由日本的paos公司中标，而江苏广电又从世界各地的设计师所设计的1000多个方案中，选出几百个方案，最后经台领导、普通职工、观众代表三轮投票后确定。
该台标启用之初统一使用红色台标，台标下方标注“江苏XX”四字。2006年3月更换为底色为银色，字体颜色为白色的台标（左侧为台标，右侧为频道名称）。2010年7月，江苏卫视台标恢复使用红色，并添加水晶特效（仍为横式台标），因此被粉丝称为“荔枝台”（而这一昵称也延伸至江苏广电全台各部门使用，例如旗下地面频道节目《荔枝朋友圈》、官方网站荔枝网、官方新闻客户端荔枝新闻、荔枝广场等）。此后，江苏新闻频道于2023年11月8日随频道更名而启用该版台标，其余频道继续使用原有台标（在“国家公祭日”当天，江苏卫视台标变灰并呈静态化）。

## 服务

### 电视频道
| 頻道名稱           | 语言   | 广播格式                    | 啟播時間                                                                                            | 頻道口號             | 频道前身                                                       | 備註 | 備註 |
| 江苏卫视JSBC-1     | 普通話 | SD: PAL 576i 16:9 HD: 1080i | 标清版： 1960年5月1日 上星：1997年1月1日 高标清数模同播：2009年9月28日 高标清16:9同播：2017年9月6日 | 幸福中国             | 南京电视实验台 中国江苏电视台（主频呼号） 江苏电视台新闻综合台 | |      |
| 城市频道JSBC-2     | 普通話 | SD: PAL 576i 16:9 HD: 1080i | 标清版：1993年 高标清16:9同播：2018年10月24日                                                       | 有品质 更美好 新城市 | 江苏电视台经济台                                               | |      |
| 综艺频道JSBC-3     | 普通話 | SD: PAL 576i 16:9 HD: 1080i | 标清版：1994年12月28日 高标清16:9同播：2018年10月24日                                               | 艺动美好生活         | 江苏有线电视台文体频道                                         | 其团队和节目制作依然在原江苏电视台老址（跟好享购物有限公司、南京电影制片厂同一大院内） |      |
| 影视频道JSBC-4     | 普通話 | SD: PAL 576i 16:9 HD: 1080i | 标清版：1994年12月28日 高标清16:9同播：2018年10月24日                                               |                      | 江苏有线电视台影剧频道                                         | |      |
| 新闻频道JSBC-5     | 普通話 | SD: PAL 576i 16:9 HD: 1080i | 标清版：2002年 高标清16:9同播：2019年1月9日                                                         | 新闻创造价值         | 江苏电视台公共频道 江苏电视台公共·新闻频道                     | 2015年1月20日更名为公共•新闻频道，2023年11月8日再更名为新闻频道 |      |
| 体育休闲频道JSBC-6 | 普通話 | SD: PAL 576i 16:9           | 2004年5月18日                                                                                       | 动于心 悦于行        | 江苏电视台体育频道                                             | |      |
| 优漫卡通卫视JSBC-7 | 普通話 | SD: PAL 576i 16:9           | 2004年10月1日 上星：2010年7月1日                                                                    | 为成长加油！         | 江苏电视台少儿频道                                             | |      |
| 国际频道           | 普通話 | SD: PAL 576i 16:9           | 2004年10月1日                                                                                       |                      |                                                                | 2009年落地江苏省内有线电视 |      |
| 好享购物频道JSBC-8 | 普通話 | SD: PAL 576i 16:9           | 2008年12月31日 上星：2010年3月                                                                      |                      | 江苏电视台好易购频道 江苏电视台财经频道（好享购）              | 原为浙江电视台与江苏电视台共同出资的好易购频道，后原江苏地区的好易购，重组为好享购，浙江地区的好易购独立运营。2010年3月，好享购物频道升级为江苏24小时播出的专业购物频道（原少儿频道、公共频道不再播出），之后覆盖全国。                                                                            |      |
| 教育频道JSBC-9     | 普通話 | SD: PAL 576i 16:9           | 1996年12月20日 更名复播：2012年12月29日                                                             |                      | 江苏教育电视台                                                 | 前身为停播的“江苏教育电视台”。在2005年10月江苏广电总台全台启用现台标时，其JSBC宣传片也有在江苏教育电视台播放。后因“干露露”事件影响，江苏教育台随后被江苏省委剥夺江苏省教育厅对该台的管理权，从而转向江苏广电总台管理，并更名“江苏电视台教育频道”复播，其团队和节目制作大楼依然在原江苏教育台楼址。 |      |
| 财富天下频道       | 普通話 | SD: PAL 576i 16:9           | 2008年1月18日                                                                                       |                      |                                                                | 数字付费电视频道。曾与甘肃卫视合作《交易日》系列栏目，一直至2016年解约。 挂靠频道,实际频道运营方为深圳证券信息有限公司。 |      |
| 江苏动视           | 普通話 | SD: PAL 576i 16:9           | |                      |                                                                | 移动电视频道，与南京广播电视台下属南京广电移动电视发展有限公司合办。 在南京公交、南京地铁、苏州轨道交通（仅1、2号线，其余线路归苏州广电城市传媒负责）、连云港公交播出 |      |
| nowJelli紫金國際台 | 普通話 | SD: PAL 576i 4:3 HD: 1080i  | |                      |                                                                | 江苏广电总台與香港now TV合作的一個合资电视频道，於香港now TV 108频道、马来西亚Hypp TV 233频道播放新加坡Singtel TV 512频道播映。 |      |

#### 停播频道
- 幼儿教育频道：数字电视付费频道，原中数传媒代理，2015年归鼎视传媒代理，因订户率和收视低迷，于2016年1月6日停播。
- 英语学习频道：数字电视付费频道，中数传媒代理。2010年因违规播出购物广告而被广电总局勒令停播。
- 学习频道：数字电视付费频道，前身为2006年5月1日开播的江苏教育电视台招考频道（江苏教育电视台第二套节目），2012年12月29日随着“江苏教育频道”更名而更名复播。该频道于2023年5月15日停播。
- 靓妆频道：数字电视付费频道，中数传媒代理。因频道自身原因于2023年6月1日停播。

### 广播频率
注：频道频率除特别标注外，均为同频覆盖或以南京地区频率为主。
| 頻道名稱         | 语言   | 频道频率       | 啟播時間                           | 頻道口號                   | 频道前身 | 備註                               |
| 新闻综合广播     | 普通話 | AM702          | 启播：1928年5月 更名：1953年1月1日 | 打开一个新世界             | 中央广播电台 南京人民广播电台 江苏人民广播电台（主频呼号） 江苏人民广播电台第一套节目 江苏人民广播电台新闻综合频率 |                                    |
| 新闻广播         | 普通話 | FM93.7         | 启播：2007年1月6日                 | 资讯全天候 新闻第一台      | |                                    |
| 金陵之声汽车调频 | 普通話 | FM99.7         | 启播：                             |                            | 金陵之声都市调频                                                                                                   |                                    |
| 交通广播网       | 普通話 | FM101.1        | 启播：2001年                       | 更美好的汽车生活           | |                                    |
| 魅力897          | 普通話 | FM89.7         | 启播：                             | 音乐只为你，魅力897        | 江苏人民广播电台音乐频率                                                                                           |                                    |
| 经典流行音乐广播 | 普通話 | FM97.5         | 启播：                             |                            | |                                    |
| 文艺广播         | 普通話 | AM1053 FM91.4  | 启播：1993年5月23日                | 自在随心 文艺914           | 江苏戏剧广播 |                                    |
| 故事广播         | 普通話 | AM1206 FM104.9 | 启播：2007年1月1日                 | 分享世间故事，超越有限人生 | |                                    |
| 健康广播         | 普通話 | AM846 FM100.5  | 启播：                             |                            | | 与江苏省卫计委联合主办的广播频道。 |
| 财经广播         | 普通話 | AM585 FM95.2   | 启播：                             |                            | |                                    |
| 金陵之声广播电台 | 普通話 | SW6200         | 启播：1986年11月12日               |                            | 华东人民广播电台对台广播科、江苏人民广播电台对台广播部                                                             | 江苏唯一对台对外广播频率。         |

### 其它产业
江苏广电在新产业拓展方面，主要打造幸福蓝海、好享购物、电视产业集团、广播产业集团、报刊产业集团、新媒体产业集团和海外业务产业集团等七大产业集团。旗下单位包含江苏广电石湫影视基地、江苏广播电视学校、南京电影制片厂、江苏音像出版社、长江龙新媒体。主管报刊杂志《江苏广播电视报》、《东方文化周刊》、《视听界》。同时还投资建立了“荔枝广场”。
直属企业单位
- 江苏广电石湫影视基地
- 江苏广播电视学校
- 南京电影制片厂
- 江苏音像出版社
- 海外拓展部
- 新媒体拓展部
- 江苏网络电视台
- 媒资管理中心
- 科研所公司

## 争议

### 2016年贪污窝案与前台长周莉被查
2016年8月4日，江苏省南京市中级人民法院开庭审理，江苏省广播电视集团（下称江苏广电）卫视频道节目采购部原副总监兼节目采购部主任张彦涉嫌受贿、巨额财产来源不明案。8月22日，原江苏广电卫视频道节目采购部副主任江红因2005年至2014年之间的罪行，江苏省南京市中级人民法院以受贿、巨额财产来源不明罪判处有期徒刑10年，并处罚金170万元。11月17日，原江苏广电卫视频道节目采购部主任石卫平也因在2004年至2013年期间涉嫌受贿被起诉。
同年11月25日，检察机关将江苏省广播电视总台前任台长周莉从紫峰大厦的办公室内带走调查，周莉与江苏广电地面频道广告部原主任缪林，江苏卫视广告部原主任龚立波是在同一时期被带走调查，但此后无公开报道。